# タイ・ホンダFC
タイ・ホンダ・フットボールクラブ（タイ語: สโมสรฟุตบอลไทยฮอนด้า, 英語: Thai Honda Football Club）は、タイ王国のバンコクをホームタウンとするサッカークラブ。本田技研工業の二輪車現地法人であるAPホンダがスポンサーに付いていた。

## 歴史
1971年（仏滅紀元2514年）、タイ・ホンダFCはAPホンダの従業員のサッカーチームとして誕生した。1995年（2538年）、公式にタイ・ホンダFCが創設された。
2002年、当時5部リーグのNgor Royal Cup（タイ語: ถ้วย พระราชทาน ง）で2位になった。2003年に同4部リーグのKhor Royal Cup（タイ語: ถ้วย พระราชทาน ค）、2004年に同3部リーグのKhǒr Royal Cup（タイ語: ถ้วย พระราชทาน ข）で優勝した。
2005年、タイ・ディヴィジョン1リーグで2位になり、クラブ初のタイ・プレミアリーグ昇格を果たした。
2008年、ディヴィジョン1リーグで降格圏の13位に終わったが、プレミアリーグからディヴィジョン1リーグへ降格が決まったバンコク・バンクFCが撤退したため、降格圏の4チームによる残留プレーオフが実施された。タイ・ホンダは優勝し、ディヴィジョン1リーグ残留を決めた。また、リージョナルリーグ・ディヴィジョン2からディヴィジョン1リーグへ昇格が決まっていたアーミー・ウエルフェアー・デパートメントFCも撤退したため、プレーオフ準優勝のナコーンサワンFCも残留が決まった。
2009年、滝雅美が監督に就任し、タイ・リーグ史上初の日本人監督となった。
2010年、エンブレムはウイングマークが取り入れられた鷲のデザインに変更された。ウイングマークはHondaブランドのオートバイで採用されている。同年、滝が監督を退任。翌2011年はディヴィジョン1リーグ18位でディヴィジョン2に降格してしまう。
2012年、リージョナルリーグ・ディヴィジョン2のバンコク地域リーグで優勝した。しかし、チャンピオンズリーグではグループBの5位に終わり、ディヴィジョン1リーグ昇格を逃した。
2014年、滝が再び監督に就任。バンコク地域リーグで2回目の優勝を果たした。チャンピオンズリーグのグループBでも優勝し、4シーズンぶりのディヴィジョン1リーグ復帰を決めた。優勝決定戦ではグループA優勝のプラチュワップFCに2戦合計1-1（アウェーゴール）で敗れた。
滝が監督を退任してゼネラルマネージャーに就任した2016年はディヴィジョン1リーグ優勝を果たす。10年ぶりにタイ・リーグ1への復帰を果たした2017年にはホンダの工場があるラートクラバン区にちなんで、クラブ名を「タイ・ホンダ・ラートクラバン・フットボールクラブ」（タイ語: ไทยฮอนด้า ลาดกระบัง เอฟซี、英語: Thai Honda Ladkrabang Football Club）に改称した。しかし、この年は滝をはじめとして日本人スタッフのほとんどが退団し、リーグでは16位に終わって1年で再びタイ・リーグ2に降格となった。翌2018年には再びクラブ名をタイ・ホンダに戻した。
2019年シーズン終了後、財政難によってクラブは活動を休止。

## タイトル
- リージョナルリーグ・ディヴィジョン2 バンコク地域 優勝 (2) : 2012, 2014
- Khǒr Royal Cup 優勝 (1) : 2004
- Khor Royal Cup 優勝 (1) : 2003

出典

## 過去の成績
| シーズン | ディビジョン   | 順位 | FAカップ |
| -------- | -------------- | ---- | -------- |
| 2002     | Ngor Royal Cup | 2位  |          |
| 2003     | Khor Royal Cup | 優勝 |          |
| 2004     | Khor Royal Cup | 優勝 |          |
| 2004-05  | Div.1          | 2位  |          |
| 2006     | プレミア       | 11位 |          |
| 2007     | プレミア       | 14位 |          |
| 2008     | Div.1          | 13位 |          |
| 2009     | Div.1          | 11位 | 2回戦    |
| 2010     | Div.1          | 8位  | 2回戦    |
| 2011     | Div.1          | 18位 | 棄権     |
| 2012     | Div.2 バンコク | 優勝 | 2回戦    |
| 2013     | Div.2 バンコク | 5位  | 2回戦    |
| 2014     | Div.2 バンコク | 優勝 | 3回戦    |
| 2015     | Div.1          | 位   |          |

出典

## 歴代所属選手
- 此村大毅 2013-2014
- 小川圭佑 2014-2015
- 秋本倫孝 2015-2018

## 歴代監督
- 滝雅美[4] 2009-2010, 2014-2015